# 974 هـ
974 هـ هي سنة في التقويم الهجري امتدت مقابلةً في التقويم الميلادي بين سنتي 1566 و1567.

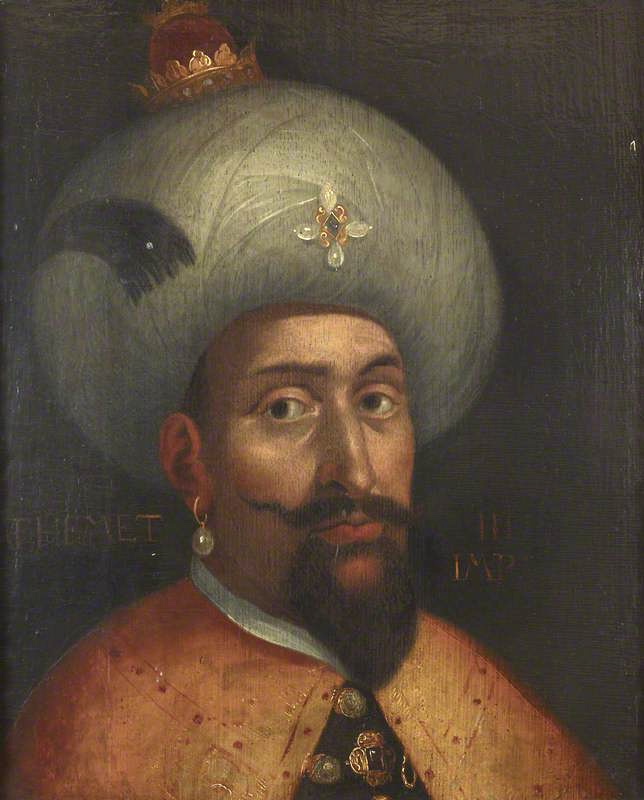
محمد الثالث العثماني

## مواليد
- محمد الثالث العثماني

## وفيات
- سام ميرزا